# Ixodes daveyi
Ixodes daveyi är en fästingart som beskrevs av Thomas Nuttall 1913. Ixodes daveyi ingår i släktet Ixodes och familjen hårda fästingar. Inga underarter finns listade i Catalogue of Life.